# Mario Gas
Mario Gas Cabré (Montevideo, 5 de febrero de 1947) es un actor, actor de doblaje, director de cine y director teatral español nacido en Uruguay. Es una de las figuras más relevantes de las artes escénicas de España. Destaca además por ser la voz habitual de doblaje de actores como Ben Kingsley, Geoffrey Rush, Bill Nighy y John Malkovich.

## Biografía
Los antecedentes familiares de Mario Gas, están ligados al mundo del espectáculo catalán. Su padre, Manuel Gas, era cantante y actor. Su madre, Anna Cabré, hermana del torero y actor Mario Cabré, era bailarina. Mario Gas nació en Montevideo, capital de Uruguay, durante una gira musical de sus padres. Inició su actividad en el mundo teatral durante su estancia en la Universidad. No llegó a terminar los estudios de Derecho en la Universidad de Barcelona, iniciando a finales de los años 60 su actividad como director teatral.
Está casado con la actriz Vicky Peña. Tienen dos hijos: Orestes y Miranda Gas.

## Actividad profesional
A lo largo de toda su carrera, Mario Gas ha dirigido más de cincuenta obras de teatro. Asimismo también ha hecho de director escénico de producciones operísticas cómo La Traviata o Un ballo in maschera de Giuseppe Verdi; Madama Butterfly de Giacomo Puccini y L'elisir d'amore de Gaetano Donizetti.
En su faceta como actor de cine destacan más de treinta películas, con algunos directores como Jaime Camino, Vicente Aranda, Bigas Luna, Luis García Berlanga, Félix Rotaeta, Ventura Pons o Josep Maria Forn. También destaca a lo largo de su carrera su tarea como doblador, siendo la voz habitual en castellano de actores como Ben Kingsley, Geoffrey Rush, Bill Nighy o John Malkovich.
En 1996 fue galardonado con el Premio Nacional de Teatro de Cataluña, concedido por la Generalidad de Cataluña, por su montaje teatral Sweeney Todd. En 1998 fue galardonado con el Premio Ciutat de Barcelona de las Artes Escénicas por sus montajes Guys and Dolls y La reina de belleza de Leenane, y en 1999 con el Premio Butaca a la mejor dirección teatral por La reina de bellesa de Leenane.
En 2004 es designado director del Teatro Español de Madrid, de titularidad municipal. En septiembre de 2006 se vio envuelto en una polémica por la programación de Lorca eran todos de Pepe Rubianes, sobre el poeta y dramaturgo Federico García Lorca, dentro de un ciclo de homenaje al poeta granadino, en el Español. La obra fue finalmente retirada por el propio Rubianes ("No quiero perjudicar a Mario"), no sin que Mario Gas considerara dimitir por los hechos, dimisión que finalmente no tuvo lugar. Gas tuvo el respaldo del mundo de la cultura. En 2012 abandona su puesto como director del Teatro Español.
En el verano de 2009 recibió (ex aequo con el bajo italiano Roberto Scandiuzzi) en Santander el II Premio La Barraca 2008, a las Actividades Escénicas, concedido por la Universidad Internacional Menéndez Pelayo (UIMP).
En 2014 interpreta al personaje del título en la obra Julio César, de William Shakespeare, así como el papel principal en Largo viaje del día hacia la noche, de Eugene O'Neill.

## Obras de teatro dirigidas
- 2020: Pedro Páramo, de Juan Rulfo. Naves del Español.
- 2018: Calígula, de Albert Camus. Teatro María Guerrero.
- 2018: El concierto de San Ovidio, de Antonio Buero Vallejo. Teatro María Guerrero.
- 2016: Incendios, de Wajdi Mouawad. Teatro La Abadía (Madrid)
- 2015: Sócrates, muerte de un ciudadano. Teatro Romea (Barcelona)
- 2015: Invernadero, de Harold Pinter
- 2012: Follies, producción del Teatro Español.
- 2011: Un tranvía llamado Deseo, producción del Teatro Español.
- 2011: Un frágil equilibrio, de Edward Albee.
- 2008: Las troyanas, coproducción de Festival de Mérida y Teatro Español. Versión del texto original de Eurípides, escrita por Ramón Irigoyen.
- 2008: Sweeney Todd (reposición), Teatro Español.
- 2007: Ascensión y caída de la ciudad de Mahagonny, de Bertolt Brecht.
- 2007: Homebody/Kabul, de Tony Kushner.
- 2005: A Electra le sienta bien el luto, de Eugene O'Neill.
- 2003: Zona zero, de Neil LaBute.
- 2002: El sueño de un hombre ridículo, de Fiodor Dostoievski.
- 2002: Las criadas, de Jean Genet.
- 2001: La Mare Coratge i els seus fills, de Bertolt Brecht. TNC
- 2001: Lulú, de Frank Wedekind. TNC
- 2001: The Full Monty, de Terrence McNally y David Yazbek. Teatre Novedades.
- 2000: Top Dogs, de Urs Widmer.
- 2000: A little night music, de Hugh Wheeler y Stephen Sondheim. Teatre Grec.
- 2000: Olors, de Josep Maria Benet i Jornet, TNC
- 1999: La habitación azul, de David Hare. 1999
- 1998: Guys & Dolls, de Loesser/Swerling/Burrows, Teatre Nacional de Catalunya.
- 1998: Master Class, de Terrence McNally. Teatro Marquina de Madrid.
- 1998: La reina de bellesa de Leenane, de Martin McDonagh. La Perla Lila i Bitó Produccions. Teatre Villarroel.
- 1995: Sweeney Todd, de Hugh Wheeler y Stephen Sondheim. CDGC/Teatre Poliorama.
- 1995: La gata sobre el tejado de zinc, de Tennessee Williams. Teatro Principal de Valencia.
- 1995: Martes de Carnaval, de Ramón María del Valle-Inclán. Centro Dramático Nacional.
- 1994: Otelo de William Shakespeare. Festival Grec '94
- 1993: Golfus de Roma, de Stephen Sondheim. Festival de Teatro Clásico de Mérida.
- 1992: El tiempo y los Conway, de J.B. Priestley. Teatre Condal
- 1986: La Ronda, de Arthur Schnitzler. CDGC/Teatre Romea
- 1984: L'ópera de tres rals, de Bertolt Brecht y Kurt Weill. Centro Dramático de la Generalidad de Cataluña/Teatro Romea de Barcelona.
- 1968: El adefesio, de Rafael Alberti.

## Número de doblajes de actores más conocidos
- Voz habitual de Ben Kingsley (en 43 películas) desde 1982.
- Voz habitual de Geoffrey Rush (en 17 películas) desde 1998.
- Voz habitual de Bill Nighy (en 10 películas) desde 2003.
- Voz habitual de John Malkovich (en 8 películas) desde 1984.

## Filmografía parcial

### Como director
- Sweeney Todd: El barber diabòlic del carrer Fleet (1995)
- El pianista (1998)
- Sweeney Todd: El barbero diabólico de la calle Fleet (2008)

### Como actor
- Serie HIT (2024)
- Serie Nit i dia (2016)
- Serie Isabel (2012)
- El coronel Macià (2006) de Josep Maria Forn.
- Dispersión de la luz (2006) Javier Aguirre.
- La puta y la ballena (2004) de Luis Puenzo.
- Adela (2000) de Eduardo Mignogna.
- Amigo/Amado (2000) de Ventura Pons.
- El largo invierno (1992) de Jaime Camino.
- Cambio de sexo (1977) de Vicente Aranda.

### Como actor de doblaje
Voz de Ben Kingsley en:
- Gandhi (1982) - Mahatma Gandhi
- La lista de Schindler (1993) - Itzhak Stern
- La muerte y la doncella (1994) - Dr. Roberto Miranda
- Fotografiando hadas (1997) - Reverendo Templeton
- Caza al terrorista (1997) - Amos
- Visto para sentencia (1998) - Harry Ferting
- A.I. Artificial Intelligence (2001) - Narrador
- El bosque mágico de Tuck (2002) - Hombre del traje amarillo
- Casa de arena y niebla (2003) - Behrani
- Ana Frank (2004) - Otto Frank
- Mr. Harris (2005) - Herman Tarnower
- El caso Slevin (2006) - Rabino
- Transsiberian (2008) - Inspector LLia Grinko
- Elegy (2008) - David kepesh
- 50 hombres muertos (2008) - Fergus
- Shutter Island (2010) - Dr. John Kawley
- Prince of Persia: Las arenas del tiempo (2010) - Nizam
- La invención de Hugo (2011) - Georges Méliès
- El dictador (2012) - Tamir
- Iron Man 3 (2013) - El Mandarín
- El médico (2013) - Ibn Sina
- El juego de Ender (2013) - Mazer Rackham
- Objetivo terrorista (2013) - Vince
- Noche en el Museo: El Secreto del Faraón (2014) - Merenkahre
- Exodus: Dioses y reyes (2014) - Nun
- Asylum: El experimento (2014) - Silas Lamb
- Aprendiendo a conducir (2014) - Darwan
- Dragonheart 3: La maldición del brujo (2015) - Drago
- Eternal (2015) - Damian
- El desafío (2015) - Papa Rudy
- Tutankamón (2015) - Ay
- El libro de la selva (2016) - Bagheera
- Persecución al límite (2016) - Geran
- El teniente Otomano (2017) - Dr. Garrett Woodruff
- Máquina de guerra (2017) - Presidente Karzai
- Security (2017) - Charlie
- Doble traición (2018) - Pasha
- El juego del asesino (2018) - Michael Cooper
- La trampa de la araña (2019) - Simon Bell/ Abraham/ Adereth
- Rescate en el mar rojo (2019) - Ethan Levin
- Confinados (2021) - Malcolm

Voz de John Malkovich en:
- En un lugar del corazón (1984) - Sr. Will
- Retrato de una dama (1996) - Gilbert Osmond
- Con Air: Convictos en el aire (1997) - Cyrus "Virus" Grissom
- El hombre de la máscara de hierro (1998) - Athos
- Johnny English (2003) - Pascal Sauvage
- The Libertine (2006) - Rey Carlos II
- Marea negra (2016) - Donald Vidrine
- El engaño (2021) - Ronald

Voz de Bill Nighy en:
- Love Actually (2003) - Billy Mack
- Radio Encubierta (2009) - Quentin
- Harry Potter y las Reliquias de la Muerte: parte 1 (2010) - Rufus Scrimgeour
- Ira de titanes (2012) - Hefesto
- Su mejor historia (2016) - Ambrose Hilliard
- La librería (2017) - Edmund Brundish
- Pokémon: Detective Pikachu (2019) - Howard Clifford
- Emma (2020) - Mr. Woodhouse
- Regreso a Hope Gap (2020) - Edward
- El fotógrafo de Mimamata (2021) - Robert Hayes

Voz de Geoffrey Rush en:
- Shakespeare in Love (1998) - Philip Henslowe
- El sastre de Panamá (2001) - Harry Pendel
- Frida (2002) - León Trotski
- Crueldad intolerable (2003) - Donovan Donaly
- Piratas del Caribe: La maldición de la Perla Negra (2003) - Capitán Héctor Barbossa
- Piratas del Caribe: El cofre del Hombre Muerto (2006) - Capitán Héctor Barbossa
- Piratas del Caribe: en el fin del mundo (2007) - Capitán Héctor Barbossa
- Ga'Hoole: la leyenda de los guardianes (2010) - Ezylryb
- El discurso del rey (2010) - Lionel Logue
- Pirates of the Caribbean: On Stranger Tides (2011) - Capitán Héctor Barbossa
- Linterna Verde (2011) - Tomar-Re
- La mejor oferta (2013) - Virgil Oldman
- La ladrona de libros (2013) - Hans Hubermann
- Dioses de Egipto (2016) - Ra
- Genius - [1ª Temporada] (2017) - Albert Einstein
- Piratas del Caribe: La venganza de Salazar (2017) - Capitán Héctor Barbossa
- Final portrait: El arte de la amistad (2017) - Alberto Giacometti

## Premios (selección)
Premios Anuales de la Academia "Goya"
| Año  | Categoría                                 | Película    | Resultado |
| ---- | ----------------------------------------- | ----------- | --------- |
| 1999 | Mejor interpretación masculina de reparto | Amigo/Amado | Candidato |

Premios Max
| Año  | Categoría                                         | Montaje                          | Resultado |
| ---- | ------------------------------------------------- | -------------------------------- | --------- |
| 2013 | Mejor director de escena                          | Follies                          | Ganador   |
| 2010 | Mejor director de escena                          | La muerte de un viajante         | Candidato |
| 2006 | Mejor director de escena Mejor adaptación teatral | A Electra le sienta bien el luto | Candidato |
| 2005 | Mejor director de escena                          | La Orestiada                     | Candidato |
| 1998 | Mejor director de escena                          | Sweeney Todd                     | Ganador   |

Premios Mayte de Teatro
| Año  | Categoría                             | Montaje      | Resultado |
| ---- | ------------------------------------- | ------------ | --------- |
| 2009 | Mejor labor desarrollada en el teatro | Sweeney Todd | Candidato |

Premios Valle Inclán de Teatro
| Año  | Categoría                      | Montaje                  | Resultado |
| ---- | ------------------------------ | ------------------------ | --------- |
| 2011 | Mejor labor teatral (Director) | Un tranvía llamado Deseo | Candidato |

Festival de Gramado
| Año  | Categoría      | Película    | Resultado |
| ---- | -------------- | ----------- | --------- |
| 1998 | Mejor película | El pianista | Candidato |

Festival de Cine Hispano de Miami
| Año  | Categoría        | Película    | Resultado |
| ---- | ---------------- | ----------- | --------- |
| 1998 | Mención especial | El pianista | Ganador   |

Otros premios
- En 2022, fue galardonado con la Medalla de Oro al Mérito en las Bellas Artes que otorga el Ministerio de Cultura de España.[5]
- 2008: Premio La Barraca a las Artes Escénicas.[6]
- 2008: Premio de la 54 edición del Festival de Mérida por Las troyanas.
- 1988: Premios de la Semana de Cine Español de Murcia (Premio Francisco Rabal) por El placer de matar (1988).